# Metta Lillie
Metta Magdalena Lillie (2 de setembro de 1709 - 7 de maio de 1788) foi uma diarista sueca que escreveu o primeiro diário conhecido a ser escrito e mantido por uma mulher sueca, e que ainda está preservado. O seu diário está disponível em forma de manuscrito e contém informações relacionadas à sua família, questões financeiras, política contemporânea e temas espirituais e religiosos.